# Csanda Gábor
Csanda Gábor (Pozsony, 1963. március 2. –) irodalomkritikus, szerkesztő.

## Élete
Csanda Sándor irodalomtörténész fia.
1982-ben érettségizett a Pozsonyi Magyar Gimnáziumban, majd 1987-ben végzett a Comenius Egyetem magyar–szlovák szakán. Ugyanott doktorált 1988-ban. 1992-1996 között a nyitrai Konstantin Filozófus Egyetem Magyar Tanszékének oktatója volt. 2000-2002 között a Vasárnap munkatársa, az Új Szó Könyvjelző, a Szalon és az Agrárkörkép mellékleteinek szerkesztője, illetve a lap korrektora.
1990–1992 között az Irodalmi Szemle, 1992–1995 között a Kalligram folyóirat szerkesztője.  Rendszeresen publikál a Könyvjelzőben és a Kalligramban. A Somorjai disputa című vitafórum vezetője, 2003-tól a Szlovákiai Magyar Írók Társasága titkára, 2010-től a Fórum Társadalomtudományi Szemle főszerkesztője és 2014-től a Fórum Kisebbségkutató Intézet kiadói igazgatója.
Szerkesztőként közreműködött többek között Barak László, Dusza István, Sas Andor műveinek kiadásában és számos egyéb kötet megjelentetésében.

## Elismerései
- Madách Imre-nívódíj (2023)

## Művei
- 1993 Sas Andor: A szlovákiai zsidók üldözése 1939–1945 (szerk.)
- 1996 Minden, amit a lumbágóról tudni kell (tankönyv, kézirat)
- 1998 Az aranyértől az óceánig. Egy orvosi szakkönyv a pragmatista esztétika kereszttüzében (nyelvkritikai dolgozat; kézirat)
- 2001 Magyar irodalmi tankönyv a középiskolák első osztálya számára
- 2006 Permetezz! (szonett, kézirat)
- 2006 Az aljas lisztharmat (rokokó vígeposz, kézirattöredék)
- 2008 Ach Bože môj, Bože môj (nyílt levél, szlovákul, kézirat)
- 2010 A hexensussz a magyar irodalomban és nyelvben (értekezés, kézirat)
- 2018 Viera Kamenická: Pozsonyi zsidó mesék. Pozsony (fordítás) ISBN 978-80-89927-03-6
- 2018 Jegyzetek Grosschmid Géza könyvéhez. Fórum Társadalomtudományi Szemle 2018/3, 61-76.
- 2019 Dobos László kéziratos hagyatékából. Fórum Társadalomtudományi Szemle XXI/3.